# فرناندو آریستگویتا
فرناندو آریستگویتا (زاده ۹ آوریل ۱۹۹۲) بازیکن فوتبال اهل ونزوئلا است که در پست مهاجم برای باشگاه فوتبال پوئبلا در دسته برتر فوتبال مکزیک و تیم ملی فوتبال ونزوئلا بازی می‌کند.